# تپلک خاکستررنگ
تپلک خاکستررنگ (نام علمی: Myornis senilis) گونه‌ای پرنده از تیرهٔ  (Rhinocryptidae) است. این گونه در کلمبیا، اکوادور و پرو یافت می‌شود.